# Parachauliodes japonicus
Parachauliodes japonicus är en insektsart som först beskrevs av Robert McLachlan 1867.
Parachauliodes japonicus ingår i släktet Parachauliodes och familjen Corydalidae. Inga underarter finns listade i Catalogue of Life.